# Innocent Victim
Innocent Victim è l'undicesimo album in studio del gruppo musicale rock britannico Uriah Heep pubblicato nel novembre 1977 dalla Bronze Records.

## Tracce
1. Keep on Ridin' (Hensley, Williams) – 3:40
2. Flyin' High (Hensley) – 3:19
3. Roller (Bolder, Ian McDonald) – 4:41
4. Free 'n' Easy (Box, Lawton) – 3:05
5. Illusion (Hensley) – 5:05
6. Free Me (Hensley) – 3:34
7. Cheat 'n' Lie (Hensley) – 4:54
8. The Dance (Jack Williams) – 4:49
9. Choices (Williams) – 5:49

## Formazione
- John Lawton - voce
- Mick Box - chitarra
- Ken Hensley - tastiera
- Trevor Bolder - basso
- Lee Kerslake - batteria